# Survival Quiz CITY
『Survival Quiz CITY』（サバイバルクイズシティ）は、バンダイナムコスタジオが開発しPhoenixxより発売されたゲームソフト。2022年3月4日にSteam用ソフトとして配信開始され、同年3月10日にはGeForce NOWに対応している。
2023年10月12日には、基本プレイ無料のソフトとして『Survival Quiz CITY おまつり編』（サバイバルクイズシティ おまつりへん）がSteam/Nintendo Switch向けに配信され、これに伴い、『Survival Quiz CITY』は同年10月31日にサービスを終了している。

## 概要
クイズによる対戦が日々行われている街「サバイバルクイズシティ」を舞台とするバトルロイヤルゲーム形式のクイズゲーム。各プレイヤーは、出題されたクイズの結果により「勝ち組」と「負け組」に分けられた後に3Dアクションゲームステージへ移行し、負け組は制限時間内にゴールし次回ラウンドへの進出を目指す、勝ち組はそれを阻止するために外部エリアから負け組を攻撃する、という役回りになる。出題されるクイズはユーザーが作成することも可能。
バンダイナムコスタジオでは2021年にインディーゲームレーベル「GYAAR Studio（ギャースタジオ）」を設立しており、本作はレーベルからリリースされた第1弾タイトルとなる。本作開発時の初心と熱意を抱き続けるようにとの思いから、GYAAR Studioというレーベル名は本作のキャラクター「ギャー君」から採用し、GYAAR Studioのロゴにはギャー君が描かれている。

## システム

### 基本システム
ゲームモードは、ランダムに選ばれたプレイヤー同士で対戦しフォロワーの増加（ランクの上昇）を目指す「ランクマッチ」と、ホストプレイヤーが作成したルームに他のプレイヤーが合流して対戦する「カスタムマッチ」がある。参加プレイヤー数の上限は、『Survival Quiz CITY』は30人、『Survival Quiz CITY おまつり編』は20人となっている。
ラウンドの最初にクイズが出題され、その結果によりプレイヤーは「勝ち組」と「負け組」に分けられる。勝ち組はクイズエリアの先で武器を取得した後にアクションステージの外側へ移動、負け組は床が抜けてアクションステージに落とされ一定時間経過後にスタートしゴール地点を目指す。負け組はアクションステージの各所に配置されているコインを取得できるが、ステージから落下すると所持コインを失う。一方、勝ち組が負け組を攻撃するとコインを獲得でき、攻撃により相手を落下させたり所持コインが多い上位3人のプレイヤーを攻撃したりするとより多くのコインが手に入る。このコインは、ラウンド終了後に訪れる買い物エリアで武器や補助アイテムを購入する際に消費する。
アクションステージでも勝ち組と負け組のプレイヤーに二択のクイズが出題される場合があり、正解したプレイヤーは勝ち組では攻撃効率、負け組ではダッシュの為のスタミナに補正がかかり有利になる。

### 対戦ルール
ランクマッチではプレイする時間帯によってルールが切り替わり、カスタムマッチでは任意で設定できる。いずれのルールでも4ラウンドの対戦を行う。
サバイバルルール
最終ラウンドで最後まで残ったプレイヤーが優勝となる。アクションステージでゴールできなかった負け組プレイヤーは敗退する。
最終ラウンドで行われる「決戦！サバイバルクイズ！」は、クイズの後に負け組が狭い足場のエリアに落とされ、勝ち組からの攻撃を30秒間耐えきれば次のクイズへ移行、足場から落下すれば敗退する。出題数は最大5問で、5問終了時に2人以上が残っている場合は引き分け、優勝者なしとなる。
賞金稼ぎルール
最終ラウンド終了時に所持コインが最も多いプレイヤーが優勝となる。サバイバルルールと異なり負け組がアクションステージでゴールできなくても敗退しないが、代わりに所持コインをすべて失い次のラウンドへ進む。
最終ラウンドで行われる「一発逆転！下剋上クイズ！」では、負け組が高層の建造物を登っていき、ゴール地点である頂上のボタンを誰かが押すと勝ち組はコインをすべて失う。

### クイズ形式
出題されるクイズは基本的に4択問題になっており、制限時間内に解答する。なお、全員が不正解の場合は全員敗退となり、優勝者なしとして対戦が終了する。
ダッシュクイズ
4択の項目に対応するA、B、C、Dのパネルのいずれかに早く入ることを目指すクイズ。パネルに入れるプレイヤーの数には上限があり、入れなかったプレイヤーは負け組となる。
5問正解クイズ
他のプレイヤーよりも早く5問正解することを目指すクイズ。不正解になると数秒間操作ができなくなる。ノルマを達成したプレイヤーが規定数に達すると制限時間内であっても即終了し、残りのプレイヤーが負け組となる。
3問正解クイズ
他のプレイヤーよりも早く3問正解することを目指すクイズ。ルールは5問正解クイズと同じだが、難しめのクイズが出題される。
早押しクイズ
正解者のうち解答の速さが上位のプレイヤーが勝ち組となるクイズ。正解しても解答が遅ければ負け組になることがある。
連想クイズ
順番に表示される4つの言葉から連想される項目を選ぶクイズ。勝ち組、負け組の条件は早押しクイズと同じ。

## キャラクター
ギャー君
サバイバルクイズシティの住人たち。ワニのような口をしている。プレイヤーが操作するキャラクター。
ラミィちゃん
サバイバルクイズの各種ナビゲーションや実況を担当する二次元のアニメキャラクター。日本のアキバ的な世界の出身。
ネコー
サバイバルクイズを主宰する謎のキャラクター。猫耳のようなものがついた黒い衣で全身を覆っている。
コネコー
ネコーに忠誠を誓っている部下たち。サバイバルクイズの会場の設営を行っているという噂がある。
スーパーキャンディちゃん
サバイバルクイズシティで大人気のアイドル。コンセプトは「お金を恵んでくれるアイドル」で、買い物エリアの一角にあるスーパーキャンディちゃんを模した装置「スーパーキャンディマシン」のレバーを回すとコインを受け取ることができる。
ギャー君bot / ギャー君bot改 / 伝説のギャー君bot / 宇宙のギャー君bot
コネコー軍団の開発による、ギャー君を模したAI搭載bot。「おまつり編」より登場。対戦時の人数が足りない場合に、プレイヤーたちのランクや難易度に合わせたbotが参加する。

## 開発

### 発売までの経緯
本作プロデューサーであるバンダイナムコスタジオの重田佑介は、それまで携わっていたプロジェクトに区切りがついた2018年秋頃に企画書を上司に提案し、2019年初頭頃より細々と開発を始めた。当初の開発は社内の技術研究という位置づけで、技術研究よりも大型プロジェクトのほうが優先度が高いという社内事情により開発メンバーを集めづらく重田自身も別のプロジェクトに入ったため、半年ほど開発していない期間もあった。そうした中、親会社のバンダイナムコエンターテインメントの新社長に宮河恭夫が就任し、若手育成やクリエイターの発掘を目的とする「GYAAR Studio」がバンダイナムコスタジオ内に設立されたことでプロジェクトとして開発を進められるようになった。

### 仕様
最初の企画段階では100人で対戦する仕様だったが、作りこみ前の技術検証として仮のAIを接続し負荷計測を行った結果60人から70人が限界ということがわかった。同様に多人数対戦を行う他のバトルロイヤル系シューターゲームではプレイヤーが散り散りになるが、本作はプレイヤーが1か所に多く集まり密集している状態でゲームを成立させなければならず、これが人数削減の一因となっている。また、本作の開発チームは10人ほどの少人数であるため60人から70人が入り乱れるゲームを作ることは困難が予想され、テストプレイのしやすさも考慮して30人に落ち着いた。一方、このほかの仕様として、開発初期の時点ではギャー君が他のギャー君をつかむといった相互干渉の要素があったが、本作の通信はこうしたアクションを苦手とする非同期であることから結果的に見送られた。
リスクのない勝ち組とリスクが大きい負け組が争うというコンセプトは当初から変わっていないが、試作時点での社内の反応は今一つで、勝ち組は単なる作業、負け組はアクションのテンポが悪いという声が上がった。試作バージョンにはコインが存在しなかったため勝ち組が負け組を攻撃するモチベーションとなるものがなく、また、勝ち組との駆け引きを生み出したいという意図から負け組のジャンプ操作はコントローラボタンを押し続けて離すという癖のある仕様にしていたが、社内の意見を受けて仕様を変更した。一方、試作バージョンではゲームに慣れていない人への配慮から視点を自由に操作するカメラの仕様を入れていなかったが、勝ち組でカメラを操作して相手を狙いたいという要望が多く上がったため後に採用された。

### ビジュアル
本作のビジュアルは、1980年代から1990年代の空気感が意図的に取り入れられている。2010年代以降若年層の間で1980年代のブームが続いており、サブスクリプションサービスで1980年代から1990年代のアニメが配信され国内外を問わず当時の絵柄が受け入れられていること、加えて、開発当時に1990年代文化をフィーチャーしている人があまりいなかったことが採用の要因となっている。
ギャー君のデザインについて、アートディレクターの安藤真からリードアーティストの田中陽子に対して「このゲームは、強者が弱者を蹴落とすという内容だけれど、人間のキャラクターでやってしまうと生々しくなるので何とか考えたい」という話があり、さらに「喜びと悲しみを感じるデザイン」「カラフルポップ＆カオス可愛い感じ」という要望を受けて、田中は数パターンのキャラクターを描いた第一稿を提出した。この中には製品版のデザインとほぼ同じギャー君が既に描かれており、安藤はそのセンスを信じてイメージを膨らませていった。田中は「Tシャツにして着たいキャラクター、ステッカーにした時に映えて、原宿で売られているような衣類にいるキャラクターにしたい」という思いがあり、また、プロデューサーの重田の雰囲気を参考にしたとも語っている。一方、ラミィちゃんについては、安藤から「田中さんっぽさがバリバリ出ているキャラクターを1体入れてみたい」と言われ、田中は自身が好きな1990年代テイストでデザインした。社内からは「（絵柄が今風ではないので）これで大丈夫なのか」と不安視する声もあったが、ユーザーには好意的に受け止められた。

### サウンド
サウンドディレクターの矢野義人は、他の作曲者とコミュニケーションをとる際に「楽曲制作UXチャート」と「4小節情緒確認」という工夫を行った。前者は、ゲーム開始から終了までの流れにおけるユーザーの興奮度を部分ごとに10段階の数字で表してグラフ化したもので、制作意図を作曲者に伝えやすくなり精度の高い楽曲の制作を促すことができた。後者は、出だしの4小節だけを作った時点でイメージに合うかどうかの是非を判断するというもので、フルに曲を作った後に作り直しを指示して作曲者が疑心暗鬼に陥るという事態にならないよう配慮した。このほか、本作には入社1年目から3年目の新人作曲家が参加していることから、矢野はサウンドディレクターとして強く意見を言いすぎないように努め、作成された曲の魅力点を伝えた後に改良のアイデアを一緒に考えるという姿勢で臨んだことで、新人スタッフたちからも盛んに意見が出る共創関係ができあがった。

## 番組

### サバイバルクイズシティ「ギャーランチ編」
『サバイバルクイズシティ「ギャーランチ編」』（サバイバルクイズシティ ギャーランチへん）は、GYAAR Studioの公式YouTubeチャンネルで2023年10月2日より生配信されているWeb番組。配信時間は毎週月曜日から金曜日の12:00 - 13:00。『Survival Quiz CITY』を機に結成されたアイドルグループ「ギャイドルズ」のメンバーが出演している。なお、メンバーは全員がアトミックモンキー所属の声優である。
出演メンバーは、それぞれが扮するギャー君の姿のアバターとして登場し、様々なトークや『Survival Quiz CITY おまつり編』のゲームプレイを行う。
出演メンバー
- 月曜日：練乳ギャー（城崎琳子）、みかんギャー（椎名桃香）
- 火曜日：いちごギャー（花房李彩）、ぶどうギャー（美藤悠衣）
- 水曜日：抹茶ギャー（平林瑚夏）、黒ゴマギャー（蘓和はるみ）
- 木曜日：バナナギャー（三村すみか）、桃ギャー（辻桃果）
- 金曜日：紫いもギャー（松﨑菜々）、ハワイアンギャー（望月えり）

2023年11月6日からは『サバイバルクイズシティ ギャーディナー』が毎週月曜夜に配信され、毎回異なるメンバーが2人ずつ出演している。

### サバイバルクイズシティ ラジオ編
『サバイバルクイズシティ ラジオ編』（サバイバルクイズシティ ラジオへん）は、超!A&G+で2023年10月3日から2024年3月26日まで生配信されていたインターネットラジオ番組。配信時間は毎週火曜日の19:30 - 20:00。パーソナリティは桃井はること田口尚平。ギャイドルズのメンバーも出演した。
番組では、『Survival Quiz CITY おまつり編』の最新情報の紹介やクイズの募集のほか、リスナーからのふつおたの紹介も行われた。また、番組終了直後の20:00からは、文化放送A&Gの公式YouTubeチャンネルで、パーソナリティとギャイドルズメンバーがリスナーとゲームで対戦する「おまけ編」の動画が配信されていた。